# كاميرون وريل
كاميرون وريل (بالإنجليزية: Cameron Worrell)‏ هو لاعب كرة قدم أمريكية أمريكي، ولد في 14 ديسمبر 1979 في مقاطعة ميرسيد في الولايات المتحدة.

## وصلات خارجية
- كاميرون وريل على موقع مرجع كرة القدم المحترفة.كوم (الإنجليزية)